# Roman Sikora
Roman Sikora (ur. 21 maja 1928 w Drohobyczu) – polski aktor teatralny i filmowy.

## Życiorys
Występował w Teatrach Dolnośląskich we Wrocławiu (1948-1949, 1955-1956), Teatrze im. Stefana Jaracza w Olsztynie i Elblągu (1949-1954), Państwowych Teatrach Dolnośląskich w Wałbrzychu i Jeleniej Górze (1956-1958), Teatrze Rozmaitości (Współczesnym) we Wrocławiu (1959-1968), Teatrze Dolnośląskim w Jeleniej Górze (1970) oraz Teatrze Dramatycznym w Wałbrzychu (1971-1975). W 1971 roku zagrał w jednym przedstawieniu Teatru Telewizji.

## Filmografia
- Zaraza (1971)
- Śmierć prezydenta (1977) - Wojciech Trąmpczyński, marszałek Senatu
- Do krwi ostatniej... (1978) - Stanisław Kot, ambasador Polski w ZSRR
- Do krwi ostatniej (1978) - Stanisław Kot, ambasador Polski w ZSRR (odc. 1, 2, 5)
- Katastrofa w Gibraltarze (1983) - Stanisław Kot, ambasador Polski w ZSRR

Źródło: Film Polski